# Jujurieux
Jujurieux és un municipi francès situat al departament de l'Ain i a la regió d'Alvèrnia-Roine-Alps. L'any 2007 tenia 1.986 habitants.

## Demografia

### Població
El 2007 la població de fet de Jujurieux era de 1.986 persones. Hi havia 829 famílies de les quals 267 eren unipersonals (145 homes vivint sols i 122 dones vivint soles), 236 parelles sense fills, 228 parelles amb fills i 98 famílies monoparentals amb fills.
La població ha evolucionat segons el següent gràfic:
Habitants censats

### Habitatges
El 2007 hi havia 1.086 habitatges, 830 eren l'habitatge principal de la família, 122 eren segones residències i 134 estaven desocupats. 836 eren cases i 238 eren apartaments. Dels 830 habitatges principals, 548 estaven ocupats pels seus propietaris, 261 estaven llogats i ocupats pels llogaters i 21 estaven cedits a títol gratuït; 15 tenien una cambra, 88 en tenien dues, 163 en tenien tres, 245 en tenien quatre i 318 en tenien cinc o més. 605 habitatges disposaven pel capbaix d'una plaça de pàrquing. A 387 habitatges hi havia un automòbil i a 351 n'hi havia dos o més.

### Piràmide de població
La piràmide de població per edats i sexe el 2009 era:
| Homes | Edats   | Dones |
| ----- | ------- | ----- |
| 0     | 95 o +  | 0     |
| 12    | 90 a 94 | 20    |
| 16    | 85 a 89 | 28    |
| 0     | 80 a 84 | 32    |
| 24    | 75 a 79 | 32    |
| 32    | 70 a 74 | 36    |
| 36    | 65 a 69 | 44    |
| 56    | 60 a 64 | 64    |
| 40    | 55 a 59 | 32    |
| 32    | 50 a 54 | 40    |
| 88    | 45 a 49 | 72    |
| 52    | 40 a 44 | 80    |
| 68    | 35 a 39 | 60    |
| 72    | 30 a 34 | 44    |
| 44    | 25 a 29 | 48    |
| 48    | 20 a 24 | 48    |
| 53    | 15 a 19 | 56    |
| 48    | 10 a 14 | 56    |
| 36    | 5 a 9   | 36    |
| 36    | 0 a 4   | 44    |

## Economia
El 2007 la població en edat de treballar era de 1.266 persones, 943 eren actives i 323 eren inactives. De les 943 persones actives 867 estaven ocupades (481 homes i 386 dones) i 75 estaven aturades (31 homes i 44 dones). De les 323 persones inactives 127 estaven jubilades, 93 estaven estudiant i 103 estaven classificades com a «altres inactius».

### Ingressos
El 2009 a Jujurieux hi havia 830 unitats fiscals que integraven 1.981 persones, la mediana anual d'ingressos fiscals per persona era de 17.427,5 €.

### Activitats econòmiques
Dels 89 establiments que hi havia el 2007, 2 eren d'empreses extractives, 2 d'empreses alimentàries, 1 d'una empresa de fabricació de material elèctric, 9 d'empreses de fabricació d'altres productes industrials, 17 d'empreses de construcció, 15 d'empreses de comerç i reparació d'automòbils, 3 d'empreses de transport, 5 d'empreses d'hostatgeria i restauració, 1 d'una empresa d'informació i comunicació, 5 d'empreses financeres, 3 d'empreses immobiliàries, 11 d'empreses de serveis, 8 d'entitats de l'administració pública i 7 d'empreses classificades com a «altres activitats de serveis».
Dels 26 establiments de servei als particulars que hi havia el 2009, 1 era una oficina de correu, 1 una oficina bancària, 4 tallers de reparació d'automòbils i de material agrícola, 2 paletes, 1 guixaire pintor, 4 fusteries, 2 lampisteries, 2 electricistes, 1 empresa de construcció, 3 perruqueries, 2 restaurants, 1 agència immobiliària i 2 salons de bellesa.
Dels 7 establiments comercials que hi havia el 2009, 2 eren botigues de més de 120 m², 2 fleques, 1 una peixateria, 1 una botiga de roba i 1 una joieria.
L'any 2000 a Jujurieux hi havia 18 explotacions agrícoles que ocupaven un total de 333 hectàrees.

## Equipaments sanitaris i escolars
L'únic equipament sanitari que hi havia el 2009 era una farmàcia.
El 2009 hi havia 2 escoles elementals.

## Poblacions més properes
El següent diagrama mostra les poblacions més properes.